# Seconda Divisione 2023-2024 (Emirati Arabi Uniti)
La Seconda Divisione degli Emirati Arabi Uniti 2023-2024 è stata la 5ª edizione della terza competizione nazionale per club degli Emirati Arabi Uniti.
Il numero dei partecipanti rispetto alla stagione passata è aumentato da 10 a 14, con l'introduzione di un sistema di promozione e retrocessione vista la nascita della UAE Third Division League.
Al termine delle ventisei giornate di campionato in cui le compagini si sono scontrate, in testa alla classifica si è posizionato il Fleetwood United, che ottiene la vittoria del campionato e la prima promozione della sua storia nella UAE First Division.

## Squadre partecipanti
| Squadra          | Città                | Stadio                         |
| ---------------- | -------------------- | ------------------------------ |
| Al Dhara         | Abu Dhabi            | Sheikh Zayed Cricket Stadium   |
| Fursan Hispania  | Dubai (Al Sufouh)    | The Sevens                     |
| Al-Hilal United  | Al Lisaili           | Al Hamriya Sports Club Stadium |
| Al Ittifaq       | Dubai (Al Mamzar)    | Al Mamzar Pitch                |
| Al-Mooj          | Al Jazirah Al Hamra  | Al Jazirah Al Hamra Stadium    |
| Al Nujoom        | Dubai (Mirdif)       | UIS International              |
| Baynounah        | Ruwais               | Soccer City Stadium            |
| Elite Falcons    | Al Lisaili           | The Sevens                     |
| Fleetwood United | Jebel Ali            | Jebel Ali Stadium              |
| La Liga HPC      | Dubai (Al Hebiah)    | Dubai Sports City              |
| Laval United     | Dubai (Al Qusais)    | Target ground                  |
| Regional Sports  | Abu Dhabi            | Zayed Sports City              |
| Royal FC         | Dubai (Al Khawaneej) | UIS International              |
| United Sport     | Al Ain               | As-hab Al-Himam Stadium        |

## Classifica
aggiornata al 8 aprile 2024
|  | Pos. | Squadra          | Pt | G  | V  | N  | P  | GF | GS | DR  |
|  | ---- | ---------------- | -- | -- | -- | -- | -- | -- | -- | --- |
|  | 1.   | Fleetwood United | 62 | 26 | 20 | 2  | 4  | 71 | 23 | +48 |
|  | 2.   | Al Dhara         | 57 | 26 | 18 | 3  | 5  | 49 | 16 | +33 |
|  | 3.   | La Liga HPC      | 56 | 26 | 16 | 8  | 2  | 68 | 23 | +45 |
|  | 4.   | Royal FC         | 54 | 26 | 17 | 3  | 6  | 57 | 24 | +33 |
|  | 5.   | Elite Falcons    | 45 | 26 | 13 | 6  | 7  | 44 | 23 | +21 |
|  | 6.   | Fursan Hispania  | 39 | 26 | 12 | 3  | 11 | 45 | 36 | +9  |
|  | 7.   | Baynounah        | 38 | 26 | 10 | 8  | 8  | 41 | 42 | -1  |
|  | 8.   | Regional Sports  | 34 | 26 | 8  | 10 | 8  | 48 | 38 | +10 |
|  | 9.   | Al Nujoom        | 26 | 26 | 6  | 8  | 12 | 33 | 49 | -16 |
|  | 10.  | Al Ittifaq       | 24 | 26 | 6  | 6  | 14 | 28 | 57 | -29 |
|  | 11.  | Laval United     | 24 | 26 | 6  | 6  | 14 | 29 | 56 | -27 |
|  | 12.  | Al-Mooj          | 19 | 26 | 5  | 4  | 17 | 21 | 57 | -36 |
|  | 13.  | Al-Hilal United  | 16 | 26 | 4  | 4  | 18 | 26 | 77 | -51 |
|  | 14.  | United Sport     | 15 | 26 | 4  | 3  | 19 | 23 | 62 | -39 |

Legenda:

      Promosse alla Prima Divisione UAE 2024-2025
      Retrocesse in UAE Third Division 2024-2025
Note:
Tre punti a vittoria, uno a pareggio, zero a sconfitta.
Fonte: Global Sports Archive

## Classifica marcatori
aggiornato ad aprile 2024
| Gol |  |  | Giocatore                  | Squadra       |
| --- |  |  | -------------------------- | ------------- |
| 25  |  |  | Ousseynou Tall             | Royal FC      |
| 24  |  |  | Mohamed Farouk             | Fleetwood     |
| 14  |  |  | Ibrahima Kalil Camara      | Al Dhara      |
| 13  |  |  | Alfred Toussaint Gombe Fei | Elite Falcons |
| 13  |  |  | Prince Ofosu               | Liga HPC      |
| 11  |  |  | Gohy Biagne                | Regional      |
| 10  |  |  | Promise Onen               | Baynounah     |
| 10  |  |  | Mahfou Kande               | Al Ittifaq    |
| 10  |  |  | Keito Uyama                | Fleetwood     |
| 9   |  |  | Durin Phillips             | Fleetwood     |